# Gorgone (bướm đêm)
Gorgone  là một chi bướm đêm thuộc họ Erebidae.

## Hình ảnh

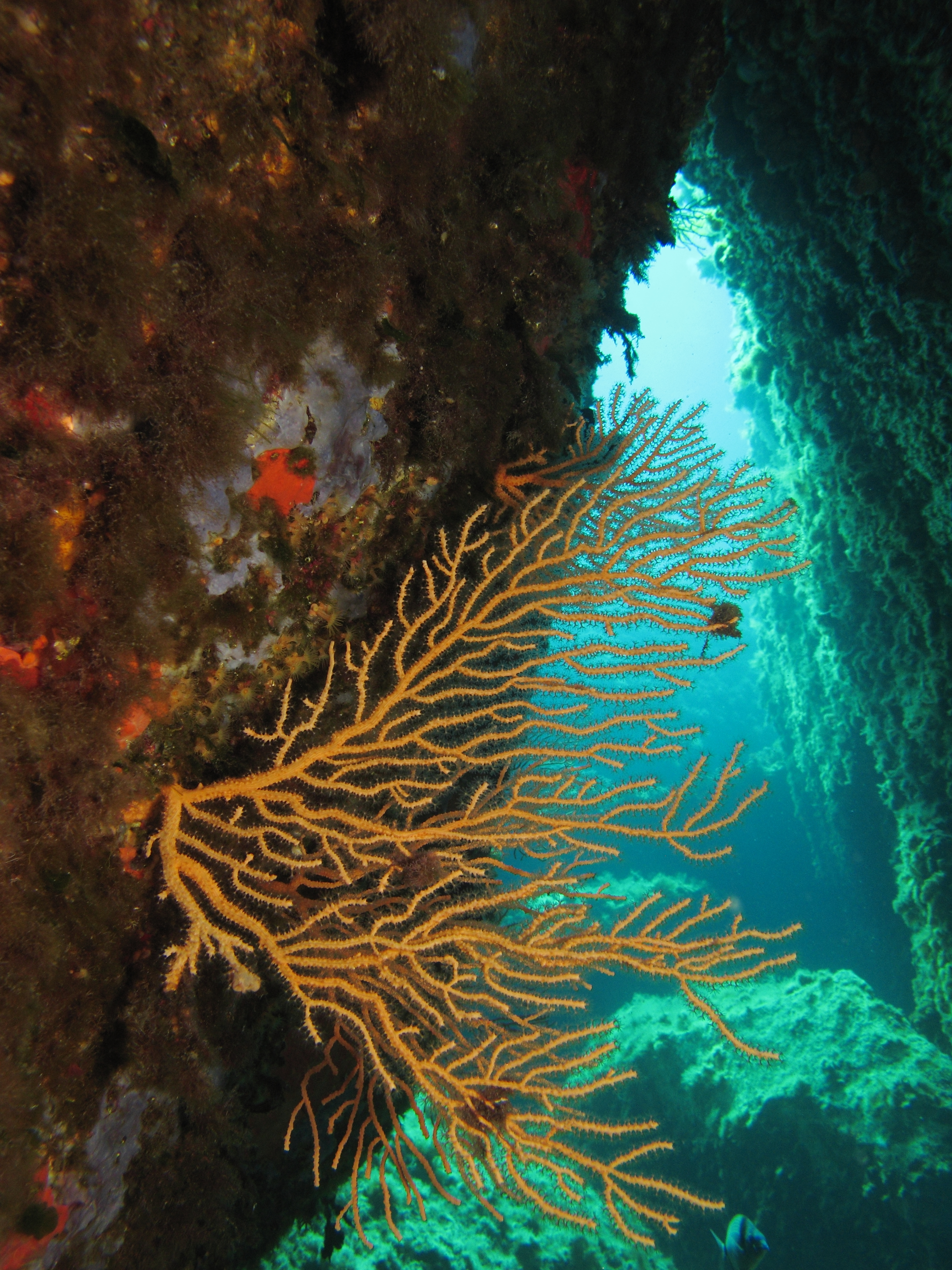